# Mary Dillon
Mary Dillon, née le 16 décembre 1964 à Dungiven en Irlande du Nord. est une chanteuse de folk irlandais traditionnel. Elle a un frère et cinq sœurs, dont la cadette Cara Dillon est également chanteuse folk. Elle a épousé Paul McLauglin, musicien du groupe Óige.

## Discographie

### En solo
- Army Dreamers (2010) (uniquement en téléchargement)
- North (2013)

### Avec Deanta
- Deanta (1993)
- Ready for the Storm (1994)
- Whisper of a Secret (1997)

### Collaborations
- Cara Dillon - Cara Dillon (2001)
- Cara Dillon - Sweet Liberty (2003)
- Eamon Friel - Waltz of the Years (2003)
- Various Artists - Boys of the Island (2005)
- Cara Dillon - After the Morning (2006)
- Cara Dillon - The Redcastle Sessions (2008)
- Eamon Friel - Smarter (2009)
- Sullem Voe - All Naked Flames (2009)